# Джакомо да Виньола
Джа́комо Баро́цци да Виньо́ла, настоящее имя: Я́копо де Баро́цци по прозванию Джако́мо из Виньо́лы (итал. Jacopo, Giacomo Barozzi, detto Il Vignola); 1 октября 1507, Виньола, Модена — 7 июля 1573, Рим) — архитектор и теоретик архитектуры позднего итальянского Возрождения. «Центральная фигура маньеристской фазы архитектуры, Виньола характеризовался новаторским способом компоновки и модуляции масс посредством применения архитектурных ордеров».
Виньола был одним из самых влиятельных представителей архитектуры, действовавшим в Риме в эпоху маньеризма. Его первенство в архитектурной культуре связано как со строительством гражданских и культовых зданий, и гидротехнических сооружений, так и с его работой в качестве автора теоретических трактатов. В своём знаменитом трактате «Правило пяти ордеров архитектуры» (Regola delli cinque ordini d’architettura), одном из самых влиятельных и распространенных трактатов по архитектуре всех времён, он с предельной ясностью определил концепцию архитектурного ордера в эпоху существенных перемен в искусстве.

## Биография
Виньола родился в Виньоле, маленьком городке Моденского герцогства. Получив образование в родном городе, начинал работать в качестве живописца в Болонье и одновременно выполнял по частным заказам рисунки для инкрустаций. Однако, по его собственным убеждениям, живопись не была его призванием. В это же время Виньола принимал участие в конкурсе проектов на создание фасада недостроенной базилики Сан-Петронио, строил судоходный канал от реки По к Болонье и мост через реку Самоджа.
Затем он прибыл в Рим чтобы учиться архитектуре у Антонио да Сангалло Младшего и зарисовывать античные памятники для иллюстраций нового издания трактата Витрувия. Затем под влиянием Себастьяно Серлио он увлёкся перспективными построениями. В 1534—1536 годах работал в Риме, проходил практическое обучение у Бальдассаре Перуцци.
В 1542 году в Риме с целью изучения античной архитектуры и правил, изложенных в трактате Витрувия, выдающимся зодчим и теоретиком Андреа Палладио была основана «Витрувианская академия», или «Академия доблести» (Accademia della Virtu). По рекомендации папского архитектора Меличини Виньола стал секретарём Витрувианской академии.
В 1541—1543 годах он находился во Франции на службе у короля Франциска I в Фонтенбло, где предположительно сблизился с Серлио и Приматиччо. По возвращении в Рим поступил на службу к папе Юлию III, для которого с Джорджо Вазари и Бартоломео Амманнати строил по образцу древнеримских вилл в 1551—1555 годах виллу Джулия.
В Риме для Виньолы начался период процветания и успехов. Виньола, уже известный мастер, строил в окрестностях Рима несколько церквей, среди которых — церковь в Маццано, Санта-Кристина (Сhiesa di Santa Cristina), Сан-Оресто и Мадонна дель Пьано (Сhiesa di Madonna del Piano). В 1550-х годах Виньола под руководством Микеланджело возводил два малых купола на Соборе Святого Петра, а после смерти великого мастера возглавил работу по организации дальнейшего строительства. Одновременно строил на виа Фламиниа церковь Сант-Андреа — первую, в которой купол приобрёл вытянутую форму овала. Следующим шагом Виньолы в сторону будущего стиля барокко была небольшая церковь Санта-Анна-деи-Палафреньери (Chiesa di Sant’Anna dei Palafrenieri), строительство которой было начато в 1572 году. Здесь архитектор вновь экспериментировал с овальным куполом, воздвигая его на этот раз над нефом, план которого также вписан в овал.
В 1560 году Виньола работал в Пьяченце по поручению Оттавио Фарнезе, герцога Пармского, помогая отцу, завершить строительство цитадели. Наконец в 1568 году Виньола начал работу по проектированию и постройке Иль-Джезу, соборной церкви ордена иезуитов в Риме. Строительство Иль-Джезу считается важным поворотным моментом в истории христианской архитектуры, это был первый храм «стиля контрреформации», построенный в соответствии с решениями Тридентского собора: с одним просторным нефом, большим куполом и пространством средокрестия, позволяющими прихожанам всё внимание сосредоточить на алтаре. В дальнейшем композиция соборной церкви Иль-Джезу стала каноническим образцом для строительства других римских церквей римского барокко периода Контрреформации. После смерти Виньолы храм достраивал Джакомо делла Порта.
Джакомо да Виньола скончался в Риме в 1573 году. В 1973 году его останки были перезахоронены в римском Пантеоне. Сын Виньолы Старшего — Джачинто Бароцци да Виньола (1540—1584) также был успешным архитектором.

## Наиболее известные постройки

### Вилла Джулия
В 1550—1555 годах Виньола работал в Риме на строительстве виллы Папы Юлия III — так называемой виллы Джулия. Совместно с Виньолой над заказом папы трудились Бартоломео Амманати и Джорджо Вазари.
Архитектурный ансамбль виллы состоит из нескольких корпусов, галерей и анфилады замкнутых дворов. В оформлении фасада присутствуют рустованные колонны и пилястры в «сельском стиле». За первым двором Виньола и Амманати соорудили второй с лоджией и нимфеем, стилизованным под нимфеи античных вилл, украшенным античными статуями, кариатидами, двумя гротами по сторонам и мозаикой пола, изображающей тритона (человека-рыбы).
Неподалёку от виллы Джулия, к 1554 году Виньола построил небольшую церковь Сант-Андреа-ин- виа Фламиниа (Сhiesa di Sant’Andrea sulla via Flaminia). Её главный фасад выглядит так, «будто на гладкой поверхности стены исполнен чётко прорисованный чертеж античного портика. Однако прямоугольный объём храма впервые был увенчан овальным куполом». Впоследствии, в эпоху распространения стиля барокко, подобные динамичные планы получат широкое распространение.
Около 1555 года Виньола приступил к проектированию Виллы Фарнезе на Палатине, реализуя свои способности в области садово-парковой архитектуры. От грандиозного ансамбля сохранился лишь входной портал и верхний фонтан.

### Вилла Фарнезе в Капрароле
В 1559 году Виньола получил от кардинала Алессандро Фарнезе заказ на строительство виллы в местечке Капрарола («Козлиная местность»), провинция Витербо, в 50 км к северо-западу от Рима. Вначале над проектом работал Антонио да Сангалло Младший, однако ему не удалось завершить строительство. Замок Капрарола близ Витербо — одно из наиболее известных сооружений Виньолы в области дворцовой архитектуры. К 1573 году, сохранив первоначальный пятиугольный план замка с круглым внутренним двором на фундаменте настоящей крепости, Виньола придал ему вид роскошного палаццо.
Дворец является важным образцом архитектуры маньеризма композиционного типа «палаццо-ин-фортецца» (итал. Palazzo in Fortezza — дворец в крепости). В первом проекте на случай нападения неприятеля вилла была поставлена на пятиугольном подиуме типа «скалы» (итал. roccia) с мощными бастионами по углам. Внутренний круглый двор, с двумя ярусами кольцевых арочных галерей, перекрытых сводами, контрастирует со строгим внешним обликом замка. Для подъёма на второй этаж ведут пять винтовых лестниц, в том числе главная, «царская» (Scala Regia), которая ведёт в главные покои. В её композиции великолепно выражена барочная идея вечного движения. Ещё одна система широких лестниц соединяет замок с внешним парком и изящным садовым павильоном — «казино» (итал. casino — маленький домик). Не случайно Б. Р. Виппер назвал Виньолу «архитектором-пейзажистом и наряду с этим архитектором больших масс». Вилла «представляет собой одновременно воплощение суровой, неприступной крепости, великолепного, привольно раскинувшегося дворца и уютной виллы на лоне природы. Замкнутость дворцов эпохи Возрождения сочетается здесь с барочным размахом».
Ещё одной грандиозной, но незаконченной работой является палаццо Фарнезе в Пьяченце. Этот проект, начатый в 1558 году Чезаре Пачотти, был передан Виньоле после того, как строительство свернули из-за переезда Пачотти во Францию.

### Церковь Иль-Джезу
В 1568 году было начато строительством наиболее известное произведение Виньолы в области церковной архитектуры — главная церковь ордена Иезуитов «Во имя Иисуса», или Иль-Джезу (Сhiesa del Sacro Nome di Gesù). Архитектор в этой постройке намеренно отказался от центрической схемы Высокого Возрождения и возвратился к базиликальному типу раннехристианских церквей Рима. После смерти Виньолы строительство завершал Джакомо делла Порта. Композиция церкви Иль-Джезу на долгое время стала каноном для храмов «стиля иезуитов», или «стиля контрреформации», строившихся по всей Европе.

### Фонтаны
В творческой практике Виньолы особое место занимает проектирование монументальных городских фонтанов (на площади делла Рокка в Витербо, в Баньяйе и другие). «Разнообразные по замыслу и форме, нередко тонко противопоставляющие строго тектоническую композицию динамике льющейся воды», они удачно обыгрывают тему вечного движения и позволяют ощутить признаки динамичного стиля барокко.
- Вилла Джулия. 1551—1555, Рим
- Палаццо Весковиле. Епископский дворец. Тоди, Перуджа. Фотография П. Монти, 1967
- Вилла Фарнезе. 1559—1573, Капрарола
- Вилла Фарнезе. Перспектива и разрез. Гравюра из «Курса архитектуры» Ш. Д’Авилера. Париж, 1691
- Двор Виллы Фарнезе
- Церковь Сант-Андреа-ин-виа-Фламиниа. Проект 1553, Рим
- Церковь Иль-Джезу. Главный фасад. 1568—1584, Рим
- Церковь Санта-Мария-дельи-Анджели, Ассизи. Участие в проектировании с 1569 г.

## Теоретические труды
Из теоретических трудов Виньолы наибольшую известность получил его трактат «Правило пяти ордеров архитектуры» (Regola delli cinque ordini d’architettura), в основу которого положено изучение античных памятников и текста трактата Витрувия. Впервые трактат был опубликован в Риме в 1562 году. Он снабжён большим количеством гравюр с изображением деталей классической архитектуры. В своей работе Виньола опирался на собственное изучение и зарисовки памятников Древнего Рима и, анализируя пропорции деталей «по Витрувию», дал не греческие варианты архитектурных ордеров, а их римскую (италийскую) модификацию: тосканского, римско-дорического, римско-ионического, римско-коринфского и римского композитного ордера на пьедесталах (одна из отличительных черт древнеримских ордеров) с кратными соотношениями величин целого и деталей. «По Виньоле» в последующие века работали все архитекторы классицизма, настолько его канон оказался удобным и универсальным".
Как и трактаты Андреа Палладио книга Виньолы стала основным источником, из которого об архитектуре итальянского Возрождения узнавали за пределами Италии. На русском языке сочинение Виньолы впервые вышло под редакцией Джованни Мария Фонтана в Санкт-Петербурге в 1709 году, в Москве — в 1778, 1934, 1939 годах.
Другой важный трактат Виньолы «Практические правила перспективы» (Le due Regole della prospettiva pratica) был опубликован посмертно в 1583 году Игнацио Данти. Переиздан в 1682 году.

## Оценки творчества
Творчество Виньолы характеризует сочетание глубокого интереса к античной классике и введение протобарочных архитектурных приёмов. Архитектор сделал важный шаг в разработке новых типов сооружений — виллы, предназначенной для отдыха, загородного замка-дворца и нового типа церковного здания. Он оспаривает у Палладио и Серлио звание самого влиятельного мастера позднего Возрождения. Его центральные произведения — церковь Иль-Джезу в Риме и вилла Фарнезе в Капрароле — открыли путь к формированию стиля барокко.

 «Архитектурное творчество Виньолы носило двойственный характер. Являясь по убеждениям классицистом-витрувианцем, в архитектурной практике он выступал как маньерист. Построенная им для кардинала Фарнезе вилла в Капрароле — образец маниакальной правильности академического классицизма, а возведённая по его проекту Джакомо делла Порта церковь Иль-Джезу в Риме — первый образец подлинного римского барокко. Как архитектор Виньола получил признание в эпоху барокко XVII века, а его теоретические сочинения способствовали распространению в Европе идей классицизма»

## Хронология жизни и основные работы
- 1541—1543 гг. Работал на строительстве дворца Фонтенбло во Франции совместно с Приматиччо и Серлио. Изготовлял бронзовые копии и слепки античных скульптур.
- 1546 г. Возвращается в Италию.
- 1546—1547 гг. Работает в Болонье в должности главного архитектора по достройке базилики Сан-Петронио, соорудил мост через реку Самоджа и судоходный канал от реки По к Болонье, портик деи Бланки (dei Blanchi). Возвел ряд дворцов, среди которых Палаццо Бокки, Фрокки, Каза Массеи и др.
- С 1547 г. Возводит в окрестностях Рима несколько церквей, среди которых — церковь в Маццано, Санта-Кристина, Сан-Оресто и Мадонна дель Пьано.
- 1550—1555 гг. Строительство Виллы Джулия в Риме.
- 1552—1554 гг. Сотрудничал с Микеланджело на строительстве собора Святого Петра
- 1554 г. Церковь Сант-Андреа на виа Фламиниа. Проект крепости в Норчии.
- 1555 г. Начало работ по сооружению Виллы Фарнезе на Палатине.
- 1558 г. Строительство виллы Фарнезе в Пьяченце.
- 1559—1573 гг. Виньола ведёт масштабные работы по перестройке замка Капрарола и придаёт ему вид великолепной загородной резиденции.
- 1561 г. Внешний фасад Порта дель Пополо — городских ворот Рима.
- 1562 г. Издание в Риме главной теоретической работы Виньолы — «Правила пяти архитектурных ордеров»
- 1564 г. Возводит два малых купола собора Святого Петра. Фактически становится главным руководителем строительства (официально с 1571 г.).
- С 1566 г. Строит виллу епископа Гамбара (позднее Ланте) и фонтан в Витербо.
- С 1568 г. Церковь Иль Джезу. Была закончена в 1584 г. архитектором Джакомо делла Порта после смерти Виньолы.
- 1572 г. Начало строительства церкви Санта-Анна деи Палафреньери.
- Последняя крупная работа — проект церкви для Эскориала (не сохранился)